# Dance (A$$)
A Dance (A$$) egy dal Big Sean amerikai rappertől, amely Finally Famous című debütáló albumának harmadik kislemezeként jelent meg. Az album dallistáján hetedik, rádiókon 2011. szeptember 20-án debütált. 2011. október 4-én egy remix jelent meg a számból, Nicki Minaj közreműködésével, és ingyenesen letölthető volt honlapján, október 18-án kezdték játszani a rádiók.

## Videóklip
A dalhoz tartozó videóklip (Nicki Minaj közreműködésével) 2011. november 1-jén jelent meg Vevo-n.

## Elért helyezések
| Slágerlista (2011-12)                       | Legjobb helyezés |
| ------------------------------------------- | ---------------- |
| (Canadian Hot 100) kislemezlista            | 85               |
| Billboard Hot 100 kislemezlista             | 10               |
| R&B/Hip-Hop Songs (Billboard) kislemezlista | 3                |
| Rap Songs (Billboard) kislemezlista         | 2                |
| Pop Songs (Billboard) kislemezlista         | 38               |

## Megjelenések
| Ország           | Dátum                | Formátum                | Kiadó                   | Verzió                                  |
| ---------------- | -------------------- | ----------------------- | ----------------------- | --------------------------------------- |
| Egyesült Államok | 2011. szeptember 20. | Urban rádiók            | G.O.O.D. Music, Def Jam | Album verzió                            |
| Egyesült Államok | 2011. október 18.    | Urban rádiók            | G.O.O.D. Music, Def Jam | Remix verzió (közreműködik Nicki Minaj) |
| Egyesült Államok | 2011. október 24.    | Digitális letöltés      | G.O.O.D. Music, Def Jam | Remix verzió (közreműködik Nicki Minaj) |
| Egyesült Államok | 2011. október 25.    | Rhythmic rádió          | G.O.O.D. Music, Def Jam | Remix verzió (közreműködik Nicki Minaj) |
| Egyesült Államok | 2012. január 20.     | Top 40/Mainstream rádió | G.O.O.D. Music, Def Jam | Remix verzió (közreműködik Nicki Minaj) |